# Ljungbyhed Park Ladies Open
Het Ljungbyhed Park Ladies Open was een eenmalig golftoernooi in Zweden, dat deel uitmaakte van de Ladies European Tour Access Series. Het werd opgericht in 2012 en vond plaats op de Ljungbyheds Golfklubb in Ljungbyhed.
Het toernooi werd gespeeld in een strokeplay-formule van drie ronden (54-holes) en na de tweede ronde werd de cut toegepast.

## Winnares
| Jaar | Winnares            | Score | Score | Info  |
| ---- | ------------------- | ----- | ----- | ----- |
| 2012 | Pamela Pretswell am | 212   | –1    | [ 1 ] |

| am = amateur |